# 20 v.Chr.
Het jaar 20 v.Chr. is een jaartal volgens de christelijke jaartelling. 

## Gebeurtenissen

### Italië
- Marcus Appuleius en Publius Silius Nerva zijn consul in het Imperium Romanum.
- Caesar Augustus richt op het Forum Romanum de Milliarium Aureum (Gouden Mijlpaal) op.
- In Rome wordt de Portlandvaas vervaardigd, een glazen amfora met afgebeelde personages.
- Horatius schrijft zijn Ars Poetica, een leergedicht over poëzie.
- Marcus Verrius Flaccus stelt het eerste algemene woordenboek samen.

### Parthië
- Keizer Augustus sluit een vredesverdrag met Parthië, de rivier de Eufraat wordt als rijksgrens erkend.
- Phraates IV geeft de legioenadelaars (aquila) van Marcus Licinius Crassus en Marcus Antonius terug.
- Tigranes III (20 - 8 v.Chr.) bestijgt de Armeense troon, Tiberius Claudius Nero herstelt het gezag in Armenia.

### Palestina
- Augustus voert een inspectiereis door Syria en voegt de Golanhoogten toe aan het koninkrijk van Herodes de Grote.
- Herodes de Grote laat de Joodse tempel in Jeruzalem herbouwen, het tempelcomplex wordt gerestaureerd en uitgebreid.
- In Judea wordt het innen van belastinggeld met een derde verlaagd, dit om een opstand onder de bevolking te voorkomen.

## Geboren
- Gaius Vipsanius Agrippa, zoon van Marcus Vipsanius Agrippa (overleden 4)
- Herodes Antipas, tetrarch (vazalkoning) van Galilea en Perea
- Lucius Aelius Seianus, prefect en adviseur van keizer Tiberius (overleden 31)
- Philo van Alexandrie, Joods filosoof (overleden 40)
- Phraates V, koning van Parthië

## Overleden
- Marcus Vitruvius Pollio, Romeins architect en ingenieur, schrijver van De architectura